# Ludwigshafen (Rhein) Hauptbahnhof

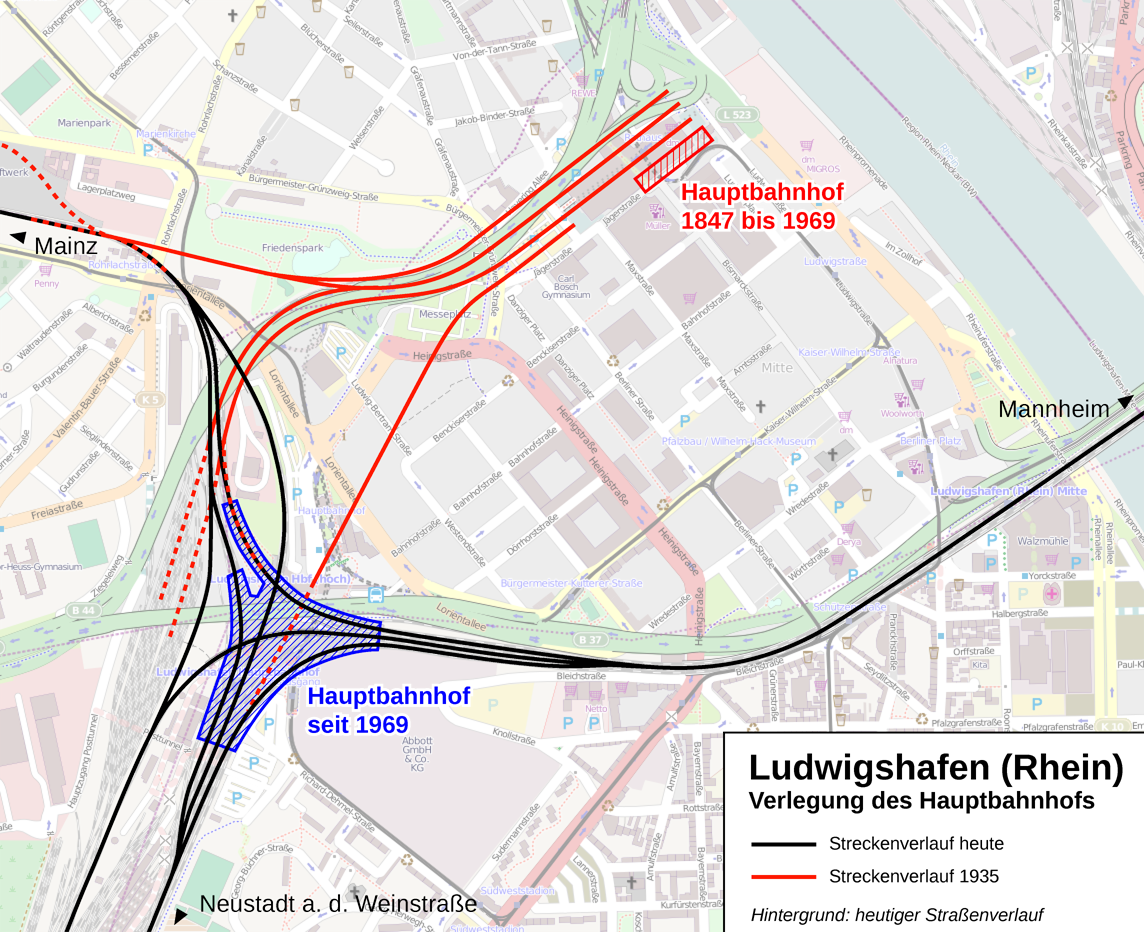
Plaats oude en nieuwe station

Ludwigshafen (Rhein) Hauptbahnhof is een spoorwegstation in de Duitse stad Ludwigshafen. Het huidige station is uit 1969 en een doorgangsstation in tegenstelling tot het eerste uit 1847 dat een kopstation was en dichter bij het centrum lag.   
In 2003 werd Station Ludwigshafen (Rhein) Mitte geopend in het centrum van de stad en ligt daarmee veel centrale dan het excentrische gelegen Hauptbahnhof dat in belangrijkheid afnam.  